# Vallunaraju
Vallunaraju o Wallunaraju (posiblemente del Quechua Ancashino: walluy = cortar, wallu = sin orejas, alguien cuyas orejas están amputadas; -na un sufijo nominativo; rahu = nieve, hielo; 'montaña con nieve') es una montaña en la Cordillera Blanca en los Andes centrales de Perú, con una altura de aproximadamente 5,686 metros (18,655 pies) y ubicada en la provincia de Huaraz en la región Áncash. Se ubica al suroeste de los nevados Ranrapalca y Ocshapalca.
Es una de las montañas más visibles desde la ciudad de Huaraz y una de las más populares para efectuar la aclimatización y luego partir a montañas más altas.

## Ascensiones históricas

### Primera Expedición
Suiza: La primera ascensión al Vallunaraju (5686 m s.n.m.), por las pendientes al suroeste, fue realizada en 1949 por el matrimonio suizo A. Szepessy y Maria Szepessy.

## Aproximaciones

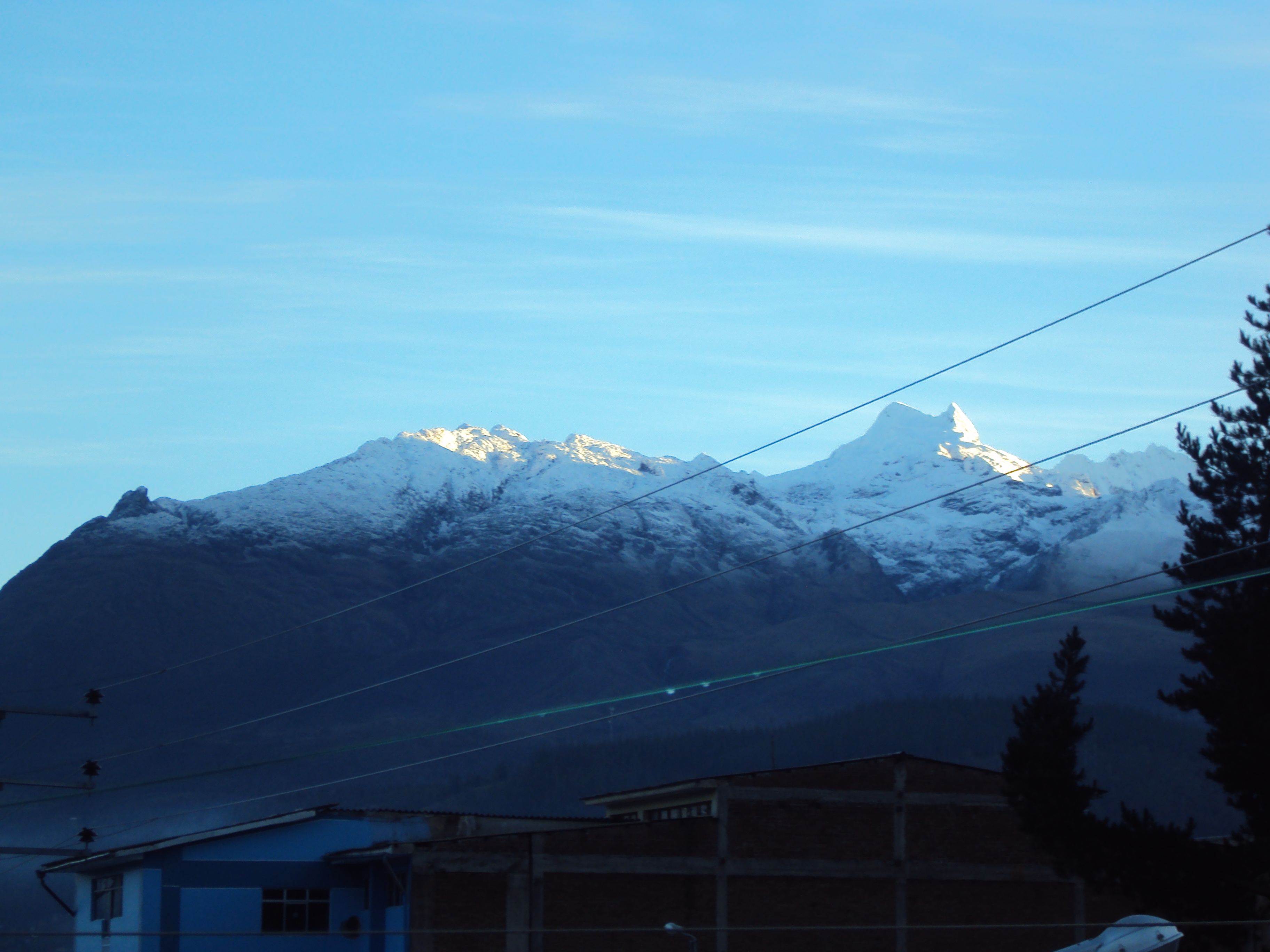
Vallunaraju visto desde Huaraz

### Desde Huaraz
Desde esta ciudad, se puede ir caminando o en carro por una trocha carrozable a lo largo de 22,3 kilómetros hasta el campo base ubicado en la Quebrada de Llaca, a unos 200 metros de la laguna del mismo nombre. Ascender a través de un sendero en la cara sur hasta el campo morrena. 